# Матренинская волость
Матренинская волость — историческая административно-территориальная единица Владимирского уезда Замосковного края Московского царства.
Изначально дворцовая волость. Располагалась к западу от города Владимир, на границах позже образованного Покровского уезда Владимирской губернии по притокам реки Колокши.

## Населённые пункты в XVI—XVIII веках
- Деревни Матренино, Волково, Чертово, Бузина, Филина, Ларивонова, Таротино, Елисейково, Пролатово, Бабина, Конользово, Лопырево, Близнецы, Филатьево, Терехова, Конанцево, Афимова[2].
- Село Матренинская волость. Вотчина боярина Василия Федоровича Нарышкина[2], дана из дворцовых волостей[2].
- Село Дубки и погост Троицкий, на погосте церковь Живоначальной Троицы. Село дворцовое, с 1709 года значится за Иваном Михайловичем Татищевым. Позже за Алексеем Ивановичем Татищевым[2].
- Село Спасское на родниках (Преображенское тож). В селе церковь Преображения Господня. Деревни: Наумово, Жарки, Снегирево, Ногоносеково, Клеметино, Межники, Курицыно, Дашково, Поскутино. Вотчина стольника Назария Засецкого и подьячего Тимофея Степанова. Позже Павла Петровича Савёлова, Тимофея Петровича Савёлова и думного дворянина Ивана Петровича Савёлова[2].